# Gijsbrecht I van Nijenrode
Gijsbrecht I van Nijenrode ook wel Gysbert of Gizelbertus (tot circa 1320) was heer van Nijenrode, een Stichtse edele en had zeer waarschijnlijk zitting in de ministerialiteit van de bisschop van Utrecht.

## Levensloop
Hij was zeer waarschijnlijk een zoon van Gerard Splinter van Ruwiel (of "Ruele"), de stichter van het Kasteel Nijenrode. Gijsbrecht draagt op 15 augustus 1311 zijn stenen sterkte op aan de graaf Willem III van Holland en krijgt dit in leen beheer terug.
In de roerige periode van de Hollandse-Vlaamse Oorlog (1301-1304) steunde Gijsbrecht zijn bisschop Gwijde van Avesnes van Utrecht tegen het opkomende graafschap Vlaanderen. Melis Stoke vermeld hem in zijn Rijmkroniek in april 1304 wanneer de Vlamingen onder Jan III van Renesse de stad Utrecht bezetten. Gijsbrecht deed vanuit zijn kasteel Nijenrode pogingen om de Vlamingen dwars te zitten en zijn bisschop te bevrijden. Dit nieuws bereikte ook graaf Willem III van Holland, de broer van de bisschop Gwijde, en zegde zijn steun toe aan Gijsbrecht wanneer zijn kasteel belegerd zou worden. Het kasteel Nijenrode raakte nog enige tijd in de macht van de Vlamingen, maar voor het einde van 1304 kwamen de Hollanders onder huis Avesnes weer aan de macht in de streek.
Gijsbrecht overleed rond 1320 en zijn zoon of mogelijk broer Gerard Splinter van Nijenrode volgde hem op als heer van Nijenrode.

Stamwapen voor de cartelering met Persijn.